# Février 2010 en sport
Pour un article plus général, voir 2010 en sport.

## Principaux rendez-vous
- 29 janvier au 8 février : Jeux sud-asiatiques 2010.
- 6 février : Début du Tournoi des six nations 2010.
- 7 février : Super Bowl XLIV.
- 8 au 12 février : Coupe de l'America 2010.
- 12 au 14 février : Rallye de Suède 2010.
- 12 au 28 février : Jeux olympiques d'hiver de 2010.
- 14 février : NBA All-Star Game 2010.
- 18 au 21 février : Semaine des As 2010.

- 10 février : Coupe d'Afrique des Nations en Handball 2010
- 20 février : La Tunisie remporte la Coupe d'Afrique d'Handball 2010